# Chamaeleo zeylanicus
Chamaeleo zeylanicus là một loài thằn lằn trong họ Chamaeleonidae. Loài này được Laurenti mô tả khoa học đầu tiên năm 1768.